# Os Ancestrais de Avalon
O livro Os Ancestrais de Avalon foi escrito por Marion Zimmer Bradley e Diana L. Paxson.

## Sinopse
Micail e Tiriki, príncipe e princesa, sacerdote e sacerdotisa da última ilha desaparecida, são separados durante uma fuga.
Micail e seu primo, o príncipe Tjalan, têm sucesso em chegar ao destino planejado, um entreposto comercial nas Hespérides (as Ilhas Britânicas), onde Tjalan não perde tempo em assumir o controle. Ele sonha em dar continuidade às tradições de Atlântida e fundar um glorioso novo império - quer as tribos locais queiram ou não. Micail e os outros sacerdotes se dedicam a realizar uma antiga profecia que diz que construirão um grande templo nessa nova terra; o templo irá tornar-se Stonehenge. 
A adorada esposa de Micail, Tiriki, também chega às Hespérides, mas, desviado de sua rota por uma tempestade, seu navio aporta na costa errada. Ela e o velho sacerdote Chedan lideram um pequeno grupo de sobreviventes na formação de uma nova comunidade em harmonia com a população do Tor sagrado (Glastonbury). Depois que os dois grupos tomam conhecimento da existência um do outro, o conflito é inevitável.